# Irokeser

Haudenosaunees flagga. Flaggan, som är från 1980-talet, representerar de fem ursprungliga nationer som enades omkring år 1600. Trädet i mitten är en Weymouthtall vars barr sitter i grupper om fem

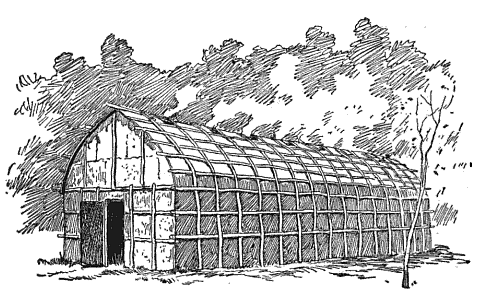
Traditionellt irokesiskt långhus.

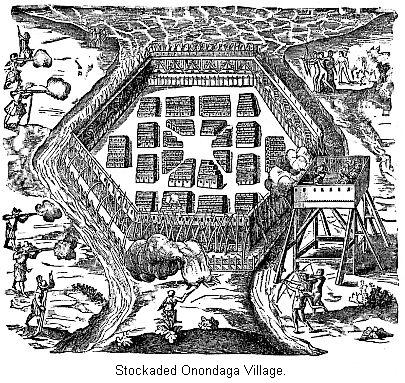
Onondagas huvudby avbildad i samband med Samuel de Champlains misslyckade attack 1615. Bilden visar en by med långhus i grupper om tre eller fyra och med ett torg i mitten, skyddad av palissader.

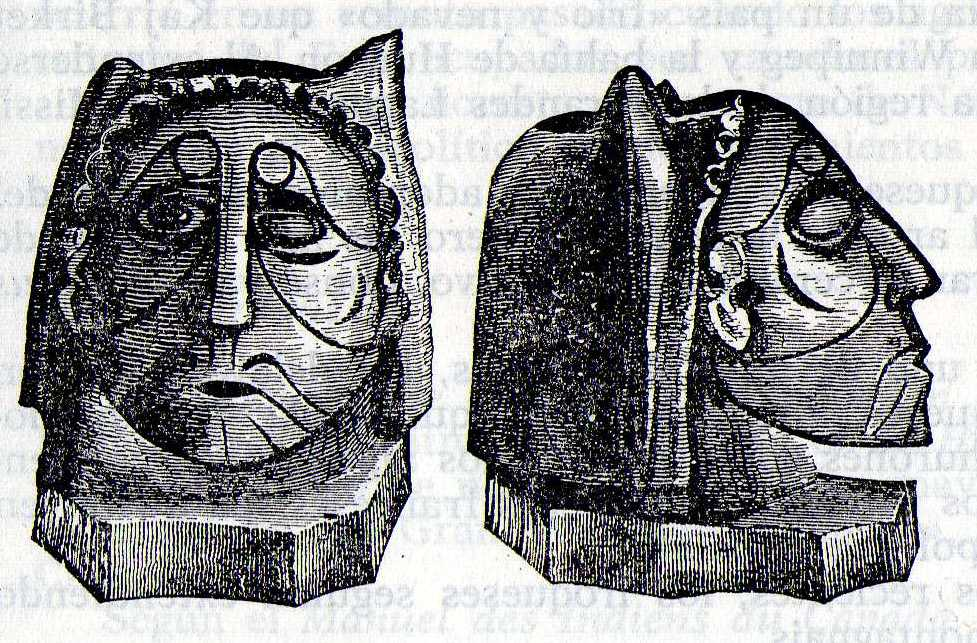
Irokesisk stenpipa, gravyr från 1800-talet.

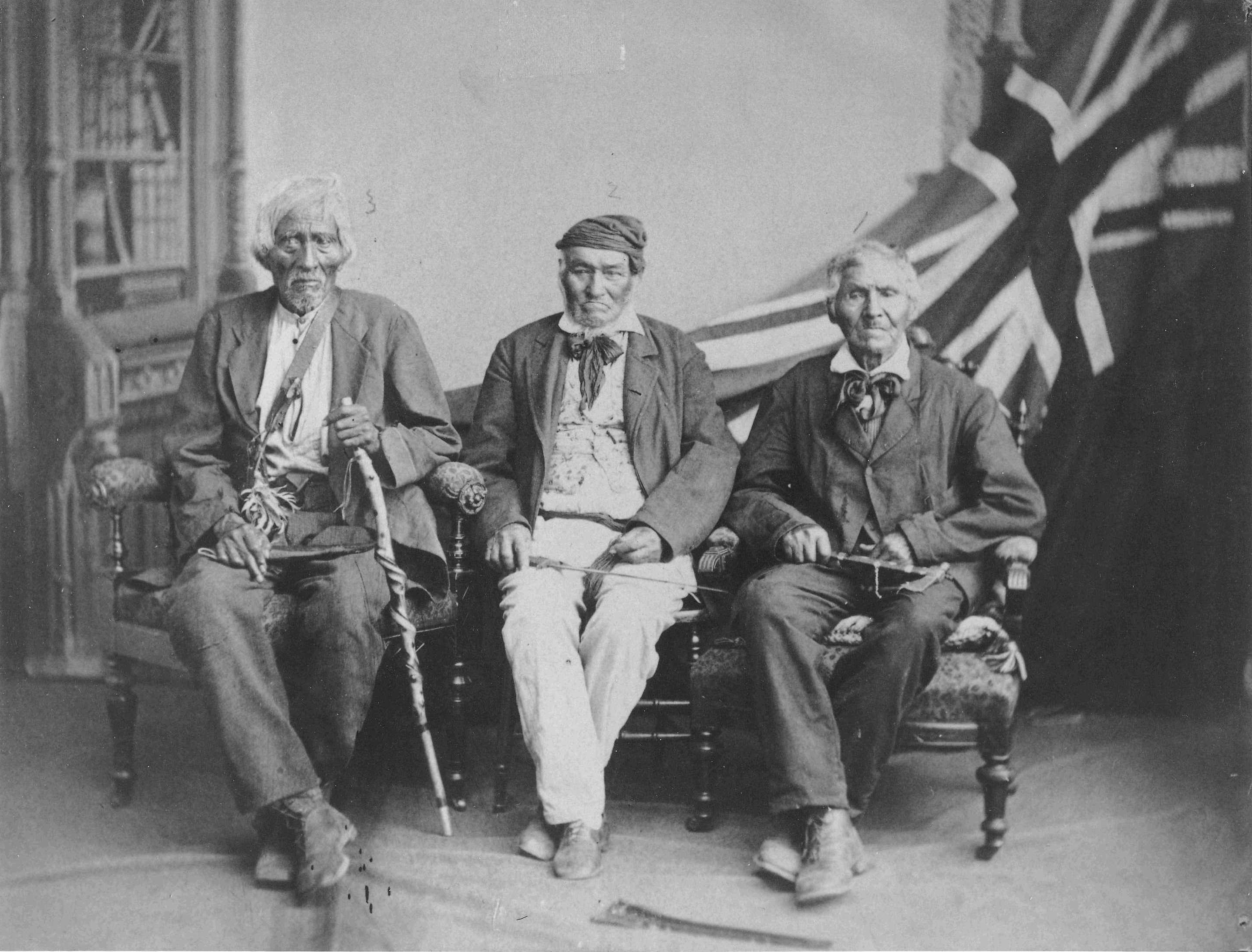
Tre Haudenosaunee-krigare som deltog i 1812 års krig på britternas sida. Från vänster Young Warner (född omkring 1797), John Tutela (född omkring 1797) och Mohawk-hövdingen Sakawaraton, också känd som John Smoke Johnson (född omkring 1792). Foto taget i Brantford, Ontario, tidpunkt ej känd.

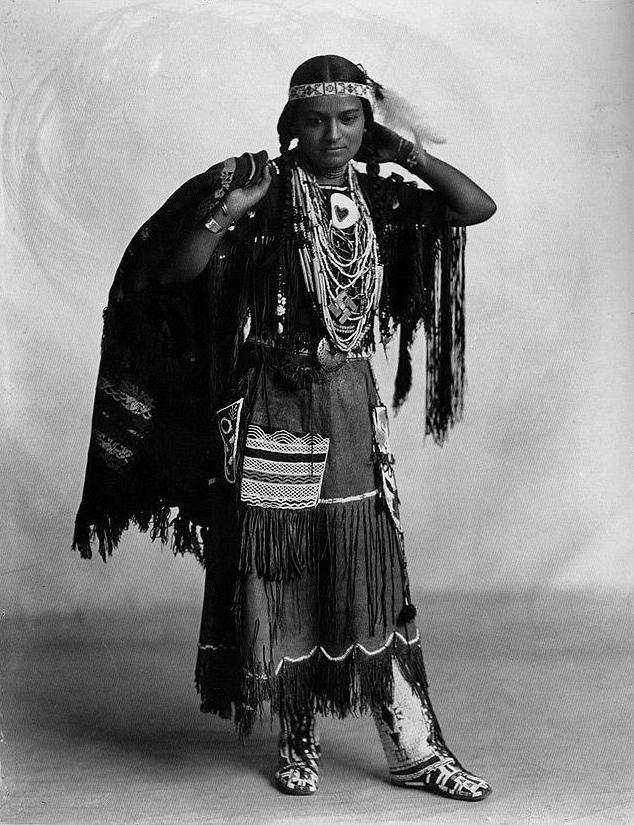
Wah-Ta-Waso, irokesiska fotograferad 1898
Frank A. Reinhart

Irokeser är en övergripande benämning på de sex irokesiska folk som ingår i Irokesförbundet, en stamkonfederation i det som idag är nordöstra USA och sydöstra Kanada. Irokesförbundet bildades runt år 1600 på hövdingarna Hiawathas och  Dekanawidas inrådan för att befrämja ett slut på de ständiga stamkrigen. På sitt eget språk kallar de sig kollektivt Haudenosaunee, "folket i långhus". Stammarna kallas ofta i engelskspråkig litteratur för Six Nations: mohawker, oneida, onondaga, cayuga, seneca och tuscarora. Den ursprungliga konfederationen bestod av fem stammar, men Tuscarorastammen från North Carolina anslöt sig till förbundet 1722 och fick bosätta sig mellan oneida och onondaga.

## Hemland
Irokesernas hemland låg i norra delen av staten New York, mellan Adirondackbergen och Niagarafloden. Genom erövringar tog de kontroll över en stor del av vad som i dag är nordöstra USA och östra Kanada. Vid sin höjdpunkt omkring 1680 kontrollerade Irokesförbundet landet från Chesapeake Bay, över Kentucky till Ohioflodens och Mississippiflodens sammanflöde. Därifrån norrut längs Illinoisfloden till södra delen av Michigansjön och vidare österut över hela södra Michigan, södra Ontario och anslutande delar av sydöstra Québec. Slutligen söderöver genom norra New England, väster om Connecticutfloden, genom Hudson Valley och övre Delaware Valley över Pennsylvania och tillbaka till Chesapeake Bay. Med två undantag, Ohioflodens övre delar och utflyttningen till Saint Lawrencefloden bosatte sig inte irokeserna i detta stora område, utan förblev i sina hembyar i norra New York.

## Historia

### Tidig historia
Irokesernas historia kan arkeologiskt beläggas till åtminstone 500 e.Kr., och kanske sträcker sig tillbaka till omkring år 2000 f.Kr. En tydlig irokesisk kultur synes ha utvecklats omkring år 1000 e.Kr. Under 1400-talet kan individuella byar ha fogats samman till de stammar som, kring 1450 enligt vissa nutida arkeologer och antropologer  , förenades i "de fem nationernas federation"
Irokeserna stred, när pälshandels med européerna börjat, mot grannstammar för att utvidga sitt territorium, fördrev Huron 1649 och besegrade under 1650-talet petun-, neutral- och eriestammarna och skaffade sig ett rykte för militär styrka.

### Efter européernas ankomst
Vid tidpunkten för irokesstammarnas kontakt med européerna beräknas befolkningen ha uppgått till 10.000-16.000 personer. De bebodde ett område från Geneseefloden i väster över Finger Lakes till Hudsonfloden i öster.
Nya Frankrikes ekonomi var baserad på pälshandel, framförallt med bäverskinn vilka de fick från sina huronska allierade och deras algonkinska förbundna. Irokesförbundet som var huronernas traditionella fiender vände sig till de holländska kolonisterna i Nya Nederländerna för att få vapen och handelsvaror samtidigt som de anföll huroner och algonkiner. Sedan England erövrat den holländska kolonin 1664 slöt Irokesförbundet en allians med kolonin New York, kallad Covenant Chain. Från 1677 ingick även kolonin Massachusetts och kolonin Maryland i förbundet. Kolonierna lovade att beskydda Irokesförbundet från Nya Frankrike, i gengäld hjälpte irokeserna kolonisterna att slå ned indianuppror på sina områden och deltog i den etniska rensning som föregick koloniernas expansion västerut.
Trots det engelska stödet för Irokesförbundet lyckades franska trupper och algonkinska allierade på 1690-talet invadera irokesernas hemland och bränna deras byar och grödor så att hungersnöd hotade. Detta tvingade Irokesförbundet att genom Stora freden i Montréal 1701 sluta fred med Nya Frankrike och dess indianska allierade. Irokeserna var tvungna att överge de jaktmarker de hade krav på väster om Detroit och göra den franske generalguvernören till medlare i alla konflikter mellan Irokesförbundet och Frankrikes indianska allierade. Frankrike byggde Fort Detroit och inbjöd algonkiner att slå sig ned i närheten, som ett maktmedel ifall irokeserna bröt mot freden. Samtidigt försökte fransmännen förhindra algonkinerna från att anfalla irokeserna, av rädsla för att dessa annars skulle drivas i händerna på engelsmännen. Irokesförbundet ingick sålunda i allianser både med England och med Frankrike. Det gav dem fred, tillgång till europeiska handelsvaror och en dominerande position bland ursprungsbefolkningarna i det nordöstra skogsområdet.

## Politisk organisation
Irokesförbundets politiska system var unikt och det som möjliggjorde irokesernas dominans över de första tvåhundra åren av amerikansk och kanadensisk kolonialhistoria. Irokesförbundets medlemmar hade aldrig särskilt många invånare, ändå vann de seger efter seger över numerärt överlägsna fiender. Man hade tillgång till eldvapen från Nya Nederländerna, men irokesernas övermakt berodde framförallt på deras enighet, målinriktning och överlägsna politiska organisation. Irokesförbundet bildades innan de första européerna satt sin fot i den nya världen och saknar därför europeiska influenser. Förbundets organisation spelade istället en roll som förebild för maktdelningen i den amerikanska författningen.[källa behövs]
Irokesförbundets grundlag var Kainerekowa (Stora Freden) vilken helt enkelt föreskrev att irokeserna inte skulle dräpa varandra. Dess organisation var föreskriven genom 114 wampumbälten. Irokesernas Stora Råd bestod av femtio sachemer eller fredshövdingar. Varje medlemsstam hade ett bestämt antal ledamöter i rådet: onondaga 14, cayuga 10, oneida 9, mohawker 9, och seneca 8. Sachemerna utsågs av stammarnas klanmödrar och ämbetet innehades normalt på livstid. Deras ämbetstecken var hjorthornen och vid misskötsel eller oduglighet kunde klanmödrarna ta ifrån dem hornen, därigenom förlorade också den drabbade sitt ämbete. Krigshövdingar utvaldes på grundval av härstamning, erfarenhet och kompetens, men hade inga befogenheter andra än militära.
Stora Rådet inflytande över medlemsstammarna var begränsat och varje stam kunde ursprungligen nästan oinskränkt föra sin egen politik. Omkring 1660, när förbundet insåg att det måste visa en enad front mot de europeiska kolonisterna, så inskränktes medlemsstammarnas beslutanderätt. Onondaga intog en central roll i förbundet, motsvarande deras centrala geografiska belägenhet. Det antal av deras sachemer som ingick i Stora Rådet gav dem en överrepresentation i förhållande till folkmängden och Stora Rådets ledande sachem, Tadohaho ("rådseldens värnare") var alltid onondaga. Tadohahoinspirerade kompromisser stod i centrum för Stora Rådets beslutsfattande, eftersom alla beslut måste vara enhälliga. I Stora Rådet kallades sachemerna från mohawker, onondaga och seneca för "äldre bröder" eller "morbröder", medan oneida, cayuga och tuscarora kallades "yngre bröder" eller "systersöner".
Beslutsfattandet i Stora Rådet gick till så att mohawker och seneca, som var "väktare av långhusets båda dörrar" (dvs. de som bodde längst till öster respektive väster) först diskuterade en fråga och sedan överlämnade den till cayuga och oneida. När dessa uppnått samstämmighet gick frågan vidare till "väktarna" för bekräftelse, för att slutligen överlämnas till onondaga för att prövas mot "Kainerekowa" (stora lagen). Om beslutet godkändes återlämnades det till "väktarna" för kungörelse.

## Samhällsorganisation
Irokesernas byar var i allmänhet befästa och stora. De olika klanernas karakteristiska kollektiva långhus var upp till 60 meter långa och konstruerade av almbark på en trästomme. Byarna var permanenta i så måtto att de inte flyttades annat än av försvarsskäl och när odlingsjorden var utsugen, dvs. ungefär vart tjugonde år. De var bebodda under större delen av året. En by som besöktes 1677 hade 120 hus, 15-20 meter långa och bostad för omkring 20 familjer.

### Matriarkala familjestrukturer
Irokesernas kultur var en av de få som kan sägas vara matriarkala. Kvinnorna ansågs kunna påverka växtligheten, vilket i sin tur gjorde att de inte bara sådde och skördade, utan även ägde marken och var sina storfamiljers överhuvuden. Alla irokesbyar hade ett råd. I detta råd satt betrodda män. Dessa män var dock utsedda av kvinnorna.

## Relation till de amerikanska och kanadensiska staterna
Haudenosaunee bor på bägge sidor om gränsen mellan USA och Kanada och har utfärdat egna pass sedan 1972. Det problem detta ställt till är framför allt att passen numera av den amerikanska immigrationsmyndigheten anses för lätta att förfalska . I bakgrunden ligger också en irokesisk uppfattning att de sex nationerna inte fördragsmässigt gett upp sin självständighet. De vägrar på denna grund att betala skatt till delstaten New York och till federationen USA. De driver sin sak med vissa svårigheter, eftersom Kanada och USA - liksom Sverige - inte godtagit FN:s deklaration om ursprungsfolkens rättigheter.

## Irokesförbundets medlemmar
| Etnonym   | Endonym        | Endonymens förmodade betydelse |
| --------- | -------------- | ------------------------------ |
| Seneca    | Onondowahgah   | "People of the Great Hill"     |
| Cayuga    | Guyohkohnyoh   | "People of the Great Swamp"    |
| Onondaga  | Onöñda'gega'   | "People of the Hills"          |
| Oneida    | Onayotekaono   | "People of the Standing Stone" |
| Mohawker  | Kanien'kehá:ka | "People of the Great Flint"    |
| Tuscarora | Ska-Ruh-Reh    | "Hemp Gatherers"               |

1. ↑  En fallossymbol.[12]

|  |  |  |